# Lucia Vinde Dirchsen
Lucia Vinde Dirchsen (født 13. oktober 1993 i København) er en dansk skuespillerinde, der i 2019 blev uddannet på Den Danske Scenekunstskole. Hun er mest kendt for rollen som Bertha Frigh i Badehotellet.

## Privat
Dirchsen identificerer sig som non-binær.